# Can
Can va ser un grup alemany de rock experimental format a Colònia (RFA) al 1968 per quatre membres: Holger Czukay (baix), Irmin Schmidt (teclats), Michael Karoli (guitarra) i Jaki Liebezeit (bateria). Can va tenir diferents cantants, principalment Malcolm Mooney (1968-1970) i Damo Suzuki (1970-1973); després, d'altres membres del grup (o convidats ocasionals) van fer les funcions de vocalista. Arrelats en les avantguardes i el jazz, Can incorporaren elements minimalistes, electrònics i ètnics a llur estil, sovint descrit com a "swing còsmic i bàrbar". Han estat considerats com els pioners de l'escena musical krautrock alemanya de finals dels anys 60 i principis dels 70.
Ocasionalment han conegut l'èxit comercial amb senzills com ara "Spoon" i "I want more". Alguns dels àlbums de Can (principalment Monster Movie, Tago Mago, Ege Bamyasi o Soon over Babaluma) han estat molt influents de cara al desenvolupament no tan sols de diferents estils de música experimental i electrònica (com, per exemple, la New wave o la música Ambient), sinó també en diversos músics i grups de rock com els Primal Scream o els Red Hot Chili Peppers.

## Primers anys: 1966-68
Els orígens de Can són a un viatge que Irmin Schmidt va fer a Nova York el 1966. Al principi Schmidt estava en contacte amb músics d'avantguarda com Steve Reich, LaMonte Young o Terry Riley, però més tard descobrí el món de l'artista Andy Warhol. Ell mateix va admetre que aquest viatge el transformà i començà a interessar-se en les possibilitats de la música rock. Havent tornat a Colònia, Schmidt formà un grup amb el flautista David C. Johnston i el professor de música Holger Czukay per tal d'explorar les seves noves idees musicals.
| «                                     | Quan vaig formar el grup jo era un compositor, director i pianista clàssic que feia recitals de piano i tocava molta música contemporània però també Brahms, Chopin, Beethoven, etcètera. Volia crear un estil que fusionés tots els estils contemporanis. Especialment a Europa, la música contemporània, la nova música era clàssica: Boulez, Stockhausen… Jo ja ho coneixia, tot això; havia estudiat Stockhausen, però ningú no considerava que el rock de Sly Stone, James Brown o la Velvet Underground fos música contemporània. També hi havia el jazz, i tots aquests elements formaren la nostra música contemporània, era un nou estil. Es podria dir que era molt més nova que la nova música clàssica que s'autodefinia com 'la nova música'. | » |
| — Schmidt, en una entrevista del 2004 | |   |

Fins aquell punt els interessos musicals dels tres membres eren clàssics i avantguardistes; de fet, Schmidt i Czukay had estudiat amb l'influent compositor Karlheinz Stockhausen. Schmidt escollí tocar l'orgue i el piano, mentre Czukay s'encarregaria del baix i enregistraria la música del grup amb una enregistradora multipista. Més tard s'hi afegiren dos nous membres, el jove (19 anys) guitarrista Michael Karoli —alumne del mateix Czukay— i el bateria Jaki Liebezeit, decebut després del seu pas per diferents grups de free jazz. L'aproximació del so del grup cap al rock provocà la sortida de Johnson a finals del 1968.

## Primera època de Can: 1968-1970
El grup utilitzà els noms "Inner Space" i "The Can" abans d'adoptar definitivament el nom "CAN". Liebezeit suggerí posteriorment que el nom era un acrònim dels mots "Comunisme, Anarquisme, Nihilisme". Encara al 1968 el grup fitxà un cantant, l'esculptor nord-americà Malcolm Mooney, rítmic i creatiu però psicològicament inestable. Establerts com a quintet, Can enregistraren material per publicar el primer disc, que s'hauria d'haver anomenat Prepared to meet thy Pnoom. En no trobar cap companyia discogràfica que volgués publicar, Can continuaren enregistrant més material, publicat al que finalment esdevindria el disc de debut de Can, anomenat Monster Movie, que també incloïa dos dels temes que havien d'aparèixer a "Prepared to meet thy Pnoom" ("Father cannot yell" i "Outside my door"); els temes restants van ser publicats finalment el 1981 amb el títol de Delay 1968. El peculiar estil de Mooney afegia encara més personalitat a aquestes primeres cançons de Can, influïdes pel rock psicodèlic, el garage rock i el funk. La secció rítmica (baix i bateria) interpretava patrons repetitius, com es pot comprovar al tema "Yoo doo right", provinent d'una improvisació de sis hores que es reduí a poc més de vint minuts per ocupar tota la cara B d'un disc de vinil. Jaki Liebezeit tocava la bateria d'una forma molt precisa i variada, que era un suport bàsic per a les improvisacions de la resta de músics.
Mooney tornà als Estats Units poc després per consell del seu psiquiatre, que (segons Schmidt) "els aconsellà tornar-lo a Harlem abans no es tornés completament boig". Al llibret de "Monster Movie" s'especificava que Mooney va patir una crisi nerviosa mentre sonava una cançó de Can i cridava contínuament "upstairs, downstairs". El seu substitut va ser el cantant Kenji "Damo" Suzuki, un jove viatger japonès que Liebezeit i Czukay havien conegut mentre cantava a l'exterior d'una cafeteria de Múnic. Tot i que només coneixia alguns acords de guitarra i que només improvisava les seves lletres (en comptes d'escriure-les), Suzuki actuà amb els seus nous companys aquell mateix vespre. El primer disc de Can amb Suzuki va ser Soundtracks, un conjunt de temes enregistrats per a diverses pel·lícules alemanyes de cinema underground (el disc inclou també alguns temes cantats per Malcolm Mooney). Les lletres de Suzuki eren normalment en anglès, amb algunes excepcions (com ara els temes "Oh Yeah" i "Doko E", en japonès).

## Etapa de plenitud: 1971-73
Durant els anys següents Can publicaren llurs obres més aclamades. Si bé les primeres cançons del grup seguien un esquema relativament pròxim al de les cançons convencionals, els temes d'aquest període tenen una estructura més dispersa i espontània. El doble àlbum Tago Mago (1971) és considerat sovint com un disc innovador, influent i original, ple de ritmes complexos inspirats en el jazz, frases solistes improvisades de teclats i guitarra (sovint superposades), cintes d'efectes sonors i la peculiar veu de Suzuki. Segons Czukay, "(Tago Mago) fou un intent de construir un món musical misteriós, de la llum a la foscor i viceversa."
El 1971 el grup compongué un tema per a Das Messer (el ganivet), una minisèrie policíaca de tres capítols per a la televisió alemanya i dirigida per Rolf von Sydow. La cançó es diu "Spoon" i va tenir èxit a les llistes alemanyes.
Un any després de Tago Mago el grup publicà Ege Bamyasi, un disc encara experimental però més comercial, amb temes com l'accessible "Vitamin C" o "Spoon", que havia entrat al Top 10 alemany. Czukay comentà que "vam aconseguir un so excel·lent, cru i ambiental alhora... [Ege Bamyasi] mostra una cara més afable del grup."
El seu successor fou Future Days (1973), un exemple primerenc de música ambiental amb un tema més pop anomenat "Moonshake". Czukay afirmà que "'Bel Air' (un tema de 20 minuts que ocupava tota la cara B de l'edició original de "Future Days" en vinil) mostrava els Can convertits en un grup elèctrico-simfònic en plena interpretació d'un paisatge sonor pacífic però ocasionalment dramàtic."
Suzuki deixà el grup poc després de l'enregistrament de Future Days per casar-se amb la seva xicota alemanya i fer-se testimoni de Jehovà. Karoli i Schmidt van encarregar-se de les veus, però després de la sortida de Suzuki el grup continuà explorant l'estil ambiental iniciat a "Future Days" i, per tant, la majoria dels nous temes eren instrumentals.

## Últims anys: 1974-79
Soon Over Babaluma (1974) continuà amb l'estil ambiental de Future Days però conservant part de l'agressivitat de Tago Mago o Ege Bamyasi. El 1975, Can signaren un contracte amb Virgin Records al Regne Unit i EMI/Harvest a Alemanya; aquell mateix any van aparèixer al famós programa Old Grey Whistle Test on el grup interpretà Vernal Equinox en una actuació en què Schmidt tocà els teclats fent cops de karate. Poc després d'aquesta actuació Schmidt es trencà una cama i el grup hagué de cancel·lar una gira programada per Gran Bretanya.
En els discos posteriors (Landed, de 1975, i Flow Motion, de 1976) Can van evolucionar cap a un estil més comercial i convencional tot incorporant-hi els últims avenços en tecnologia musical i tècniques d'enregistrament. En conseqüència, el senzill "I Want More" (d'estil disco i inclòs a l'àlbum Flow Motion) va esdevenir l'únic èxit destacable de Can fora d'Alemanya. Escrit en col·laboració amb Peter Gilmour (tècnic de so en directe de Can), arribà al número 26 de les llistes britàniques al mes d'octubre de 1976; com a resultat, el grup interpretà aquest tema al programa Top of the Pops amb Czukay tocant el contrabaix. El 1977 entraren al grup dos nous membres: Rosko Gee i Rebop Kwaku Baah, baixista i percussionista respectivament de Traffic. Tots dos, a més, van fer de cantants als discos Saw Delight (1977), Out of Reach (1978) i Can (1979). Durant aquesta època les contribucions de Czukay al so de Can van disminuir progressivament; de fet, al final només es dedicava a crear efectes de so amb ràdios d'ona curta, generadors de codi Morse, cintes i d'altres objectes no-musicals. Czukay deixà el grup a finals de 1977 i no participà ni al disc Out of Reach ni a Can, si bé va encarregar-se de la producció d'aquest últim àlbum. Aleshores les activitats del grup van quedar en suspens, però posteriorment hi ha hagut diverses reunions dels membres originaris.